# Татлыбаевский сельсовет
Татлыбаевский сельсовет — муниципальное образование в Баймакском районе Башкортостана России.

## История
Дата образования сельсовета: 1925 г., как Татлыбаевский сельский совет трудящихся Баймакского района БАССР.
Согласно Закону о границах, статусе и административных центрах муниципальных образований в Республике Башкортостан имеет статус сельского поселения.

## Население
| 2002  | 2009  | 2010  | 2012  | 2013  | 2014  | 2015  |
| ----- | ----- | ----- | ----- | ----- | ----- | ----- |
| 1418  | ↗1533 | ↘1429 | ↘1405 | ↘1392 | ↗1394 | ↘1376 |
| 2016  | 2017  |       |       |       |       |       |
| ↗1401 | ↘1390 |       |       |       |       |       |

## Состав сельского поселения
| № | Населённый пункт | Тип населённого пункта       | Население |
| - | ---------------- | ---------------------------- | --------- |
| 1 | Татлыбаево       | село, административный центр | ↘331      |
| 2 | Карышкино        | деревня                      | ↗418      |
| 3 | Янзигитово       | деревня                      | ↘362      |
| 4 | Абдрахманово     | деревня                      | ↘239      |
| 5 | Хасаново         | деревня                      | ↗57       |
| 6 | Галеево          | деревня                      | →22       |
| 7 | Файзуллино       | деревня                      | →0        |

## Археология
В 0,5 км к западу от деревни Карышкино на второй надпойменной террасе рек Сагылузяк и Карасаз в предгорной полосе восточного склона хребта Ирендык находится нижнепалеолитическая стоянка-мастерская «Карышкино-11». Прямым культурным аналогом памятников карышкинского типа индустрии являются памятники с тейякской индустрией во Франции.